# Jürgen Schröder
Jürgen Schröder   (Zielona Góra, 6 de març de 1940) és un remer alemany, ja retirat, que va competir durant la dècada de 1960.
El 1964 va prendre part en els Jocs Olímpics d'Estiu de Tòquio, on va guanyar la medalla de plata en la prova del vuit amb timoner del programa de rem.
En el seu palmarès també destaquen dues medalles d'or al Campionat d'Europa de rem, el 1963 i 1964, així com tres campionats d'Alemanya.